# Slotspavillonen Station
Slotspavillonen Station er en dansk jernbanestation i Hillerød.
55°56′33.33″N 12°18′39.69″Ø / 55.9425917°N 12.3110250°Ø